# Scinax tropicalia
Scinax tropicalia es una especie de anfibio anuro de la familia Hylidae. Habita en Brasil.  Ha sido citado en dos localidades separadas.

## Hábitat
Su hábitat se encuentra en el bosque tropical,  cerca del nivel del mar.

## Apariencia
La rana adulta macho mide 30.8 a 39.7 mm de largo y la hembra 35.3 a 44.1 mm.  Su pecho y vientre son amarillos y su garganta es anaranjada. Esta rana es de color marrón con marcas de color marrón más oscuro y rayas moteadas e interrumpidas que bajan por su cuerpo. Tiene barras de color marrón oscuro en las patas internas, las patas externas y todos los dedos delanteros y traseros.
Las pupilas del ojo de la rana son horizontales. Tiene dientes de vomerino en la mandíbula. La pata delantera superior de la rana es menos musculosa que la pata delantera inferior y sus patas delanteras son proporcionalmente grandes. Tiene discos en los dedos delanteros y traseros, pero las patas traseras tienen más membranas que las patas delanteras.

## Voz
Los científicos notaron que la rana macho hace tres tipos de sonidos: tiene una llamada publicitaria corta de una sola nota que usa para anunciar su presencia a las hembras. Los científicos también escucharon a la rana macho hacer un chillido antagónico cuando otra rana macho se acercó demasiado o intentó amplexus. Otro macho hizo una llamada antagónica más larga cuando, mientras estaba en amplexus con una hembra, otro macho trató de apartarlo.

## Etimología
Esta rana lleva el nombre de su hábitat, pero también del movimiento artístico Tropicalismo, o Tropicália, que comenzó en la década de 1960.